# Stillwell Hills
Stillwell Hills – oaza antarktyczna na Ziemi Kempa na Antarktydzie.

## Położenie
Oaza ta znajduje się nad Morzem Wspólnoty na wybrzeżu Antarktydy Wschodniej, na południowo-zachodnim brzegu Zatoki Williama Scoresby’ego. Tworzą ją skaliste wzgórza zbudowane z gnejsów z wyraźną teksturą kierunkową, w tym Kemp Peak i Lealand Bluff. Została odkryta i zbadana w 1936 roku, w lutym przez brytyjską ekspedycję RRS William Scoresby, a na przełomie 1936 i 37 przez wyprawę Larsa Christensena; ta druga wyprawa wykonała też mapy na podstawie zdjęć lotniczych. W 1961 roku Australijczycy prowadzili w oazie badania geologiczne, oni także nazwali wzgórza na cześć geologa Franka L. Stillwella, który badał gnejsy tego samego rodzaju występujące na Ziemi Jerzego V.

## Warunki naturalne
Oaza ta obejmuje około 96 km², wzgórza wznoszą się na wysokość do 340 m n.p.m. Tworzą one jeden półwysep i szereg małych wysp, od południa ogranicza je czoło lodowca, od zachodu niewielki jęzor lodowcowy, a z pozostałych stron otacza je morze. Półwysep w 18% pokrywa lód, zalegający w dolinach i pokrywający jeziora. Na północ od półwyspu, oddzielona od niego kilkusetmetrowej szerokości cieśniną, znajduje się wyspa Fold Island (~40 km²). Gnieżdżą się na niej pingwiny cesarskie. W oazie nie ma stacji polarnych, ale względnie niedaleko znajduje się australijska stacja Mawson.